# オビラジR
『オビラジⓇ』（オビラジアール）は
TBSで月曜日から木曜日に放送されていた情報バラエティ番組。2006年10月2日から2009年3月19日まで放送されていた。
ラジオ番組ではなく、テレビ番組である。

## 概要
- 番組名は帯番組を意味する「オビ」と、初の冠番組となる司会者のオリエンタルラジオ（「オリラジ」）のかばん語となっている。
- 曜日毎の情報コーナーはソーシャル・ネットワーキング・サービスの最高峰「プレミアムSNS」と連動。番組宣伝も行うゲストも1週につき1組に出演（2008年4月現在は火曜日がゲスト出演ゾーン）。
- TBSでは「Pooh!」終了以来2年ぶりの深夜の帯情報番組となるのだが、テコ入れを繰り返していくうちに情報番組色が希薄化し、普通のバラエティ番組になっていった。生放送ではなく、基本的に木曜日収録の撮って出し方式の収録番組となっている[1]。ハイビジョン制作・字幕放送実施番組。以前は木曜日放送分は当日夜に収録の為、字幕放送は行われなかったが、2007年2月頃から字幕放送が行われていた。
- 番組のネット局は年月を追うごとに減少傾向にあり、最末期のネット局は山陽放送のみであった。番組開始当初毎日放送（『ワンダフル』や『Pooh!』は非ネット）でも時差ネットされていたが、自社番組編成の都合により度々放送時間が変更されるなど編成上の支障になるためか、わずか1年で打ち切られた。また、『ワンダフル』や『Pooh!』をネットしていた東北放送、中部日本放送、RKB毎日放送では番組の2年半の間一貫して放送しなかった。参照
- 番組開始初期は名前などのテロップはパソコンをイメージした下のアイコン（左から起動、出演者、ゲスト、アンケート、コダワリオビガール、ランキング、企画、ログアウト、CM）をクリックすることで表示される。下のアイコンが無い時は、上にテキストボックスでインフォメーションが表示されている。ちなみに、どちらも頭にリボンをつけ番組用に服装が（ピンク色に）変わったBooBo（SNSサイトのはるBoo〔井田晴香〕のデザイン）が出し入れする。
- 右上のテロップは、2006年10月2日～5日までは白アイコンにピンクの文字だったが、あまりに小さすぎて見辛かったため僅か1週間で大きめのアイコンに10月9日から変更した（2007年1月8日に再度デザインを変更）。
- 2007年から春や秋の改編期に特別番組を組んで1〜2週間休止する。
- 2008年7月23日（日付上は24日）放送分は24:26に発生した岩手県と青森県で震度6強の地震に関するニュースを伝えるため途中で終了した。
- 2008年10月13日より『NEWS23』の放送時間変更で24:29開始（月曜日は26分繰り上げ、火〜木曜日は4分繰り下げ）となったが、TBSテレビ深夜枠の大幅再編などにより2009年3月19日深夜をもって終了。

## 出演者

### MC
- オリエンタルラジオ（中田敦彦、藤森慎吾）

冠番組。#概要も参照。
番組開始当初 - ヨシモトファンダンゴTVの「ヨシモト∞」1部司会と「夜」（実際には夜と深夜）の同日帯番組司会となる。水曜日は「森田一義アワー 笑っていいとも!」や「オリキュン」（いずれもフジテレビ）にも出演し、昼・夕方・夜の水曜日4番組をはしごしていた。水曜日は2007年4月から6月の間にヨシモト∞水曜日担当ではなくなった為に夕方がなくなり、昼夜の3番組をはしご出演に変更。
2007年10月当時 - 水曜日は「森田一義アワー 笑っていいとも!」や「ジャンプ!○○中」（いずれもフジテレビ）に出演し、昼夜3番組（夕方の「ヨシモト∞」2部司会も増えて4番組の可能性あり）をはしご。
2008年4月当時 - 火曜日から木曜日までは、MUSIC ON! TVの「エムエム」司会との同日帯番組司会となり、木曜日は全国一斉!日本人テスト（フジテレビ）との夜間3番組はしご出演となった。
2008年10月当時 - 2008年4月と基本的に同じだが、水曜日はクギづけ 投稿動画ハイスクール(日テレ)と夜間3番組はしご出演。

### アシスタント
- 出水麻衣（TBSアナウンサー）

番組開始当初は月〜木曜日通しの出演であったが、2006年11月27日からは、翌12月より「NEWS23」へ出演することになった影響により、その後最終回まで週3回出演の態勢だった。また、水野とのダブルキャスト制もとっていたが、水野が病気療養に入った2007年4月以降は出水が単独で担当。2009年3月の時点で火〜木曜日の担当。
- 水野真裕美（TBSアナウンサー）

2007年3月までは出水とのダブルキャスト制が採られたが、2007年3月28日の放送を最後に気管支ぜん息治療のため休養に入り、いったんは降板扱いとなる。それから1年半後の2008年10月13日放送分に番組復帰。その後は月曜日の担当。
2007年3月までのダブルキャスト時代は、片方が何らかの理由で不在の場合、もう片方のアナウンサーが単独で担当していた。出水単独となった2007年4月以降の場合、出水不在時は青木裕子あるいは蓮見孝之（両者ともTBSアナウンサー）が代行する。例外として2008年4月28日放送分では、当時オビガールGの一員だった伊藤友里が進行を務めた。
出水麻衣の担当曜日変遷
| 放送期間                      | 担当曜日              |
| ----------------------------- | --------------------- |
| 放送開始 - 2006年11月23日     | 月 - 木曜日通しの出演 |
| 2006年11月27日 - 12月21日     | 火 - 木曜日           |
| 2007年1月8日 - 9月27日        | 月 - 水曜日           |
| 2007年10月8日 - 2008年3月20日 | 月・火・木曜日        |
| 2008年4月7日 - 2009年3月19日  | 火 - 木曜日           |

### レギュラーメンバー（2009年3月時点）
- ケンドーコバヤシ（火曜日に出演）
- ハリセンボン（月曜日に出演）

どちらも改編期毎に出演曜日が変動していた。
- 番組末期まで出演していた元オビプレス記者ことオビ+プラスレポーター（2007年10月8日 - 2008年8月28日:木曜日）輪番制
  - 蓮見孝之（TBSアナウンサー、2008年9月4日 - :木曜日。木曜日以外も不定期出演＆VTR出演）オビ記者No.006
  - 新井麻希（TBSアナウンサー、2008年9月4日 - :木曜日。不定期水曜日〔2008年11月12日〕。2008年11月17日の様に月曜日に出演する事も）オビ記者No.004
  - 金成公信（お笑いコンビハローバイバイ、2008年9月4日 - :木曜日。木曜日以外も不定期出演＆VTR出演）オビ記者No.021
- はるな愛（2008年8月4日月曜ゲスト、2008年9月4日 - :水曜日）

ケンドーコバヤシの担当曜日変遷
| 放送期間                      | 担当曜日                                                                                    |
| ----------------------------- | ------------------------------------------------------------------------------------------- |
| 放送開始 - 2006年12月20日     | 4回目の放送にゲスト出演し、 まもなくレギュラー入りして水曜日担当                            |
| 2007年1月9日 - 2008年3月18日  | 火曜日 ※例外として火曜以外の別の曜日に出演 2007年4月22日（月曜日） 2007年11月28日（水曜日） |
| 2008年4月15日 - 6月4日        | 火曜日（スタジオ内の音声のみ）・水曜日                                                      |
| 2008年6月10日 - 2009年3月19日 | 火曜日 ※例外として別の曜日に出演した回あり                                                  |

ハリセンボンの担当曜日変遷
| 放送期間                      | 担当曜日                                                   |
| ----------------------------- | ---------------------------------------------------------- |
| 放送開始 - 2006年12月19日     | 火曜日                                                     |
| 2007年1月10日 - 6月11日       | 水曜日 ※例外として別の曜日にも出演 2007年4月24日（火曜日） |
| 2007年6月16日 - 9月26日       | 月・水曜日                                                 |
| 2007年10月8日 - 2009年3月19日 | 月曜日 ※例外として別の曜日にも出演 2008年7月3日（木曜日）  |

#### 歴代のレギュラーメンバー
- パンツェッタ・ジローラモ（2008年6月11日水曜ゲスト、2008年6月16日:月曜日→2008年7月2日 - 8月27日:水曜日）
- ビューティーこくぶ（2008年9月・10月に「オビ得」コーナーに出演）
- 元オビプレス記者たち（2007年10月8日 - 2008年8月28日:木曜日）輪番制で出演。後述。

### オビガールG
前々番組の『ワンダフル』のワンギャルにあたる、多種多様な職業の100名の素人女性（主に女子大生、個性的・魅力的な女性たち）が登場する。各曜日のコーナーに情報提供、番組内でプレゼン。放送前はオビギャルとなっていた。
さすがにTBS Dスタジオには100名も入れないので、選抜された20名+観覧席のオビガールがSNSサイトの人気による入れ替え制で参加している。スタジオ出演の場合は名札を付けていた。
当初は出水・水野両アナウンサー同様、月から木曜通しの出演であったが、2006年11月27日から12月21日は火から木曜のみの出演となり、2007年1月8日のリニューアル後は、後半のコーナー「きょうのオビガールG」のみに8人ずつの登場となった。
2007年6月5日放送分からは、SNS登録メンバーの一部は商品紹介コーナー『オビ得』のカバーガールとしてスタジオ不定期出演。一時期はレースクイーン風の制服を支給されていた。
2008年9月以降は曜日レギュラーのケンドーコバヤシや一部の視聴者の要望により、8人程度のメンバーが再びスタジオ出演するようになり、いわば雛壇芸人のように番組に花を添えていた。また引き続き『オビ得』の進行したり、時にはレポーターを務めることもあった。

#### 2009年3月時点に出演していたメンバー
番組公式SNSに掲載されていた最終メンバー
- 稲垣慶子
- 浦えりか
- 小川愛美
- 川村りか
- 神田茉里奈
- KONAN
- 島田和菜
- 鈴木ひろみ
- 瀬長奈津実
- 高見こころ
- 宮内かれん
- 本橋優華（恋のから騒ぎ11期生、現在は芸能プロダクションアヴィラ所属グラビアアイドル）
本橋はいったんオビガールから退いたものの、事務所移籍を経て、番組最後の3ヵ月間再び出演した
- 雪谷和美
- 吉川さおり
- Rioka
- ロペス貴子

#### 歴代の主なメンバー
※以下のうち◇がついたメンバーは、「アナCAN」への移籍組
- 伊藤友里◇
- 猪熊真理子（2005年ワールド・ミス・ユニバーシティー・コンテストファイナリスト）
- 大友さゆり
- 衣笠築美（横浜ベイスターズ・オフィシャル・チアリーダー『diana』2006年度メンバー。2008年から讀賣テレビ制作局AP）◇
- 木村佳那子（テレビ神奈川『みんなが出るテレビ』元女子大生レポーター、元静岡放送「soleいいね!」レポーター。2010年4月からテレビ熊本アナウンサー。11年10月より千葉テレビアナウンサー）
- 木村美紀
- 京本有加
- 近藤しづか（2006年ワールド・ミス・ユニバーシティー・コンテスト日本大会でグランプリ受賞、現在は雑誌『Cancam』専属モデル）
- 月本えり
- 関谷名加（現在はテレビ山口アナウンサー、出演当時は内定状態の女子大生）
- 関真由美（現在は松竹芸能所属、出演当時は女子大生。大学卒業後に山口朝日放送アナウンサー）
- 竹盛あり
- 中山真見（恋のから騒ぎ12期生）
- 野口菜菜（横浜ベイスターズ・オフィシャル・チアリーダー『diana』2006年度メンバー）◇
- 八田牧子（テレビ神奈川『みんなが出るテレビ』元女子大生レポーター。2008年3月にFC東京の徳永悠平選手と入籍）
- 平松美奈
- 松木里菜
- 真鍋杏奈（横浜ベイスターズ・オフィシャル・チアリーダー『diana』2007年度メンバー）
- 細川真奈
- 李雨瀟（り ゆいしょう）
- 山口妙（元オスカープロモーション所属）

## 番組内容の遍歴

### 2006年10月 - 12月
番組開始当初は、「ネット発!オビラジⓇANKING」（後に「WEB発!〜」に改題）、日替わりコーナー、「ちょっと聞いて!こだわりオビガール」の3つで構成されていた。
しかし日替わりコーナーは、「通信と放送の融合」「SNSと完全連動」という謳い文句とは、到底かけ離れた内容ばかりで、特に月曜日は短期間で企画の入れ替わりを繰り返すなど迷走した。
また「オビラジⓇANKING」「こだわりオビガール」も、当初は毎日放送されていたのが徐々に放送曜日が少なくなり、「オビラジⓇANKING」は不定期放送に、「こだわりオビガール」は11月で事実上打ち切りとなった。
その結果、テレビ朝日のネオネオバラエティなどの前に苦戦が続いた。

### 2007年1月 - 最終回
そこで2007年1月8日に番組を大幅にリニューアル（同時にスタジオセットもリニューアルした）。曜日ごとにテーマを設けた日替わりコーナーと、「きょうのオビガールG」の2本立てにし、番組SNSと連動した企画も始まるなど、ようやく開始当初の目的を達成した部分もあった。

## 放送されたコーナー

### 2008年9月1日以降最終回まで
- オビネット得だR（オビ得） - 2008年9月1日から10月30日にかけてビューティーこくぶが髙田明の物真似でテレビショッピング風に番組プレゼント説明、日替わりで2〜3名のオビガールGと一緒に、番組プレゼントを紹介。2008年9月は「特ものオビ得」や「オビ得」だったが、2008年10月13日より画面右上のコーナータイトルテロップが「オビネット得だR」に改題。

しかし、視聴者の抗議が多く、オビガールGが商品を持っているだけでプレゼントを紹介出来ていないデメリットもあり、ビューティーこくぶはわずか約2ヶ月弱で降板。
- オビ得
- 1分間でお薦めの一品を紹介 今日のイチオシ! - 2008年9月2日開始。「ロケの月曜日」以外に行う、オリエンタルラジオによる1分間のオープニングトーク（2008年11月4日以降はオビ得直前のエンディングトークになる場合もある）。オリエンタルラジオのどちらかが（その日次第で1人ずつ交互）、今ハマっているモノを1分以内に紹介。2008年10月15日放送分は佐藤健や三浦春馬も出演のテレビドラマ「BLOODY MONDAY」の原作コミック単行本を持ち飛び入り参加。

月曜日（ロケの月曜日）
- オビ検定
- スタ短 - 2008年10月13日開始。オリエンタルラジオやハリセンボンが自らスターになる事に挑戦するロケ。コーナー開始初回はボウリング投げのお手本VTRとして、水野アナが別録りVTR復帰。
- 黒ブラ21：ブラック・ジャック - 2008年11月17日開始。トランプの「ブラック・ジャック」の要領で、オリエンタルラジオとハリセンボンが、お題に出された数字を街角の女性から聞き出し、先に21になった方の勝利。

火曜日
- エンタメ・オビファイブ - 番外編として、2008年10月14日放送分はスタジオにオビガールGではなく佐々木希、入山法子、松本亜希、波瑠、関めぐみの「CM出演女性5名」を呼び、噂のCMガールの再現が行なわれた。
- オビ+プラス - 蓮見孝之アナウンサーとオビガールG2名のデートスポットロケハンとして、2008年9月3日に復活。内容は、オビ読とよく似た、流行発信場所潜入レポート。火曜日は番組後半に（エンタメ・オビファイブが尺取り長引く火曜日や水曜日は放送されない場合が多い）、水曜日や木曜日は基本的に番組前半から放送。
- デミちゃんの楽屋聞いちゃった! - 2008年9月2日のみ。

水曜日
- エンタメ・オビファイブ
- オビ+プラス
  - はるな愛の東京ズバっと散歩

木曜日（ゲンセン5の木曜日）
- オビ+プラス
- ゲンセン5 - 2008年9月4日開始。週替わりテーマを元に、ランキング形式でベスト5で特集。2008年9月19日放送分には「オビガールの紹介を兼ね恥ずかしい過去や衝撃映像大公開」として、放送当時出演オビガールGがオビガールGになる前の秘蔵VTRが流れた。

### 2008年4月7日 - 8月28日
- オビ得 - 日替わりで2名のオビガールGが番組プレゼントを紹介。

月曜日
- 2008年4月7日〜6月9日 - オリエンタルラジオ、ハリセンボンの4人が自らロケに行き、話題のスポットを紹介。2008年6月23日、藤森提案の「カレーに合う具材を探そう!」でロケ復活、2008年7月7日はガレッジセールを迎え「視聴者の疑問に答える30分」、2008年8月4日はるな愛と富士急ハイランドの絶叫マシーンに乗ろう!、2008年9月22日「最強ダレ決定戦!タレ-1グランプリ」　と単発企画が続く。
  - 家捜しクイズ - ハゲ・デブチーム（中田敦彦、近藤春菜）、ガリメガネチーム（箕輪はるか、藤森慎吾）の2チームが、助っ人美女の家を探す。助っ人美女の家を発見したらその助っ人美女の家でクイズの問題を考える。進行役は最初の2回は出水アナだったが、コーナー進行役をオビガールGが代行する様になった。
- ゲストトーク - 2008年6月11日（水曜日）に復活、2008年6月16日に月曜移行。ゲスト（最初の2回はパンツェッタ・ジローラモ「大人のワンランクアップしたスーツの着こなし方」）が極めた一品をVTRを交え、オリラジ・出水アナにその一品の極め方を伝授。
- オビ検定 - 2008年8月12日、グルメリポート検定in築地（講師検定員:彦摩呂）で開始。とある職業にオリエンタルラジオやハリセンボンが挑戦し、検定員講師役が判定。2008年9月16日の声優検定には講師検定員で、ナレーター渡辺美佐が顔出し出演した。

火曜日
- 魁!ケンコバ塾 - 2008年4月15日開始(2008年6月4日は「Club GOLD」との曜日交換で水曜日に放送)。天の声ケンドーコバヤシ塾長のナビゲートでおすすめ穴場スポットを紹介。MC3人はジャージ姿(オリラジは青ジャージ、出水アナは赤ジャージ着用)で、VTRから出された世界で最も難しい2択クイズ「2択BOMB!」に答え、MC3人が10問連続正解で世界一周旅行獲得（未だ獲得権なし）。風船が両端に用意され3問不正解でアウト。9問目以降はケンドーコバヤシ塾長自ら考案クイズが出題。
  - 2008年4月29日は、3部制授業だった。いずれの問題にもオリラジと出水アナが答える。2008年5月から3時間目はオビガールG1名もしくは日本美女名鑑の女性ゲスト1名が助っ人に加わる。
    1. 1時間目：『美女の時間』日本美女名鑑
    2. 2時間目：『顔の時間』ホメ顔MAXクイズ
    3. 3時間目：『脳トレの時間』2択BOMB!
- CLUB GOLD - 水曜日から移動
- エンタメ・オビファイブ - 2008年8月5日開始。藤森と出水アナが進行、中田やケンドーコバヤシ、オビガールG（全員総出演）は5つの流行キーワードから見たいキーワードを選び、選んだキーワードのVTRが流れる。VTR終わりで補足。

水曜日
- こうやってマネーゲット - 2008年4月9日に火曜日から移動しコーナー終了
- ケンコバ調査白書（2008年4月16日、4月23日は「オビラジⓇ光調査」） - 2008年4月30日、5月7日実施。コーナー司会のケンドーコバヤシが知りたい事柄を、スタッフが若者100名に街頭実態調査。
- CLUB GOLD - 2008年4月23日開始。2008年6月3日からは「魁!ケンコバ塾」との曜日交換で火曜日に。 「こうやってマネーゲット」のクイズ抜きバージョン。オーナー役のオリエンタルラジオ、ホスト役のケンドーコバヤシがお金持ちの極意を紹介。新井麻希（TBSアナウンサー）が2008年4月限定店員だった。
- オビプレス - 翌日木曜日が休みの2008年6月18日に振り替え放送。木曜日が休みの場合のみ他曜日に振り替えて放送する。
- ワンラックアップした大人の着こなし方 - 月曜日から移動。
- 日本美女名鑑 - 2008年9月3日再開。毎週5名ずつ出演。

木曜日
- オビプレス - プチプレスとの2部構成。2008年8月28日終了。
- オビラジⓇゲストイメージ調査 - 2008年4月17日放送で実施。ゲストのROOKIES出演メンバー（中尾明慶ら5名）のイメージを街頭調査。以降もゲストが来れば不定期実施。
- 考える脳 - 2008年5月28日放送、2008年6月5日で実施。まずオープニングで出水アナがパビリオン説明。CGキャラクター“ナカちゃん”（声：渡辺美佐）のナビゲートで、VTRに出てくる見えそうで見えないものを当てる、読解力を試すクイズコーナー。オリラジ、ゲストの頭上にそれぞれの顔がふきだし風に写し出されていた。
- 特別企画魔王スタートスペシャル - 蓮見アナ、箕輪はるかが司会の料亭ロケクイズ。正解したら料理を食べられた。「魔王」出演者チーム（大野智、小林涼子、生田斗真、脇知弘）、近藤春菜、オリラジが回答。2008年6月下旬放送。

### 2007年10月8日 - 2008年3月20日
- オビ得 - 日替わりで2名のオビガールGが番組プレゼントを紹介。

月曜日
- 日本美女名鑑
- ホメ顔MAXクイズ
- ガールズ☆リサーチ - 2007年10月8日開始。月替わりのテーマを元にリサーチする。
- ちょVIP - 2007年11月19日〜2008年3月17日。ハリセンボンのどちらか片方（箕輪、近藤が不定期交代）がちょっとVIPな気分に浸れる場所をレポートロケ。オビ読に代わるコーナー。

火曜日
- デミちゃんの楽屋聞いちゃった! - 出水アナのプライベートをケンドーコバヤシが暴露。2007年10月9日開始（但しオープニングトークの一部としてそれ以前にも展開されており、好評のためコーナーに発展したものといえる）。
  - 2007年11月27日は水曜日と内容が入れ替わった。
- こうやってマネーゲット

水曜日
- 1×1 - オリエンタルラジオとゲスト（1名～）がトーク。まずLOVE RAPでゲストに恋愛質問をラップで答えてもらう。
- 2007年11月28日は火曜日と内容が入れ替わった。

木曜日
- オビプレス - クチコミ情報をオビ記者（レポーター）が紹介ロケVTRと、スタジオに数名のオビ記者（高野貴裕、伊藤隆佑、新井麻希、蓮見孝之、ハローバイバイ金成公信・関暁夫、カラテカ入江慎也、2007年11月22日加入のあびる優らのうち3～5名）がクチコミ情報をフリップでプレゼンする「プチプレス」と2部構成に。
- あつプレ人類分類学 - 2007年11月1日放送から心理テストを実施。オビガールG4名（稀にゲストも）らを診断結果によって中田がツッコミ。番組初期にあった掛け軸教訓格言も中田直筆の字で復活。
- 三木聡監督と中田の転々東京散歩 - 2007年11月22日、12月6日の前後編に分けて放送。ロケトーク。

### 2007年6月16日 - 9月27日
- オビ得 - 「オビガールGのちょっと得するプレゼントコーナー」の略。オビガールG2名（日替わり）が漫才の様な掛け合いでプレゼント紹介を行う1分程度のミニコーナー。2007年6月5日開始当初は月曜・火曜日だけだったが、2007年8月以降は月曜から木曜まで毎日登場になった。L字型画面で下部にスタッフロール、右下にエンディングテーマが同時に流れていた。

月曜日
- 日本美女名鑑 - 女性が推薦女性を紹介。紹介された女性はSNSに登録される。第1回の紹介者は月本えり。
- ホメ顔MAXクイズ - 道行く女性にインタビューし、自分の顔がどんな有名人に似てるかゲストが当てる。
- オビ読 - 2007年8月以降は不定期に放送される。

火曜日
- オビデミー賞 - ロッテがスポンサー。写メールや動画で送られた作品をケンドーコバヤシらが審査。
- オビアジ - 目指せ!!新発売（後述）の派生版。オリエンタルラジオが新規商品を開発。オールロケで、高野貴裕アナウンサーが同行。
- これやってマネーゲット - クイズコーナー。大金を手にした人々が登場、何を使って大金を手にしたか当てる。2007年8月14日の花田勝特集時に開始。回答者3人（オリエンタルラジオ、ケンドーコバヤシ）のうち1人が正解が置いてあるQボックス（衝立があって、他の2人は正解が見えない）の前に立ち、正解発表。不正解&ボケ回答の場合は即時電流が流れる。

水曜日
- オビプレス
- あつプレ - みのもんたの朝ズバッ!形式のパネルで、中田が流行情報を紹介。2007年7月以降はゲストがいた。

木曜日
- 1×1 - オリエンタルラジオとゲストがトーク。

### 2007年4月 - 6月12日
トーク番組形式となり、誰かとオリエンタルラジオが対談する形式をとる。オビガールGは5人までとなった為、読者モデルが番組後半のミニコーナー「オビ読〜流行発信ファイル〜」を代行（紹介品をゲストと吟味）。月曜・火曜の進行役は主に出水アナ（水野アナは、中田曰く「謹慎処分中」（前述したが、実際は病気療養中））。
月曜日
- アーティスト・ミュージシャンと対談。初回（2007年4月9日）は月曜日、2007年4月24日は火曜日だった。2007年5月はクイズコーナー「オビ1Q（オリワンクエッション）」だった。

火曜日
- ケンドーコバヤシが、社長を迎えて成功の秘密。初回（2007年4月10日）は火曜日だったが、2007年4月23日だけより深い時間に曜日移動。

水曜日
- オビプレス

クチコミ情報をアナウンサーやオビガールGが取材。
- あつプレ

中田が流行情報をプレゼン。
木曜日
- 1×1(オリエンタルラジオとゲストのみの対談)

### 2007年1月 - 3月
リニューアル後は曜日毎のコーナーと「きょうのオビガールG」の2つで構成される。
- きょうのオビガールG

オビガールGが担当する、番組SNS内の各種コミュニティとの連動企画。リニューアル以降、オビガールGはこのコーナーのみ登場する。
月曜日
- オビミュージック

毎回異なるキーワードを歌詞に含めたオリジナルソングを視聴者から募集。各週の優秀作品1曲が番組携帯電話ウェブサイトの携帯ダウンロードでデビューとなる。
火曜日
- 目指せ!新発売!!

オリエンタルラジオがオファーが来た企業の新製品を試しながら商品化できるものを選んでいく。
水曜日
- DVD大作戦!!

番組オリジナルDVDを開発するために、さまざまな映像コンテンツを番組で作成する。中田がプレゼンし、藤森とハリセンボンの計3名が各作品に対して多数決でDVDに収録すべきか品評する。時には出水・水野両アナが作品上に出演することも。2007年2月7日放送のミニドラマ「AD物語」は爆笑問題のバク天!の再放送だった。
木曜日
- オビチャット

その日のゲストとオリエンタルラジオが、ゲストのお宝情報を持つ人物4名（マネージャーなどゲストの関係者が多い）と中継を結びトークを繰り広げる。また、それと平行してお宝情報(過去の写真や映像、秘密など)を明かしていく。女性がゲストの場合は、自信のある私服のデート服で登場する、また出水野アナは欠席

### 2006年12月まで
日替わりコーナーの進行役は主に出水アナ。
- WEB発!オビラジⓇANKING

進行役は主に水野アナ、ナレーターは出水アナと水野アナが交代で行う。月曜日、火曜日、木曜日は1位の前に「オビくる!」で予約数ランキングを紹介。
1. 月曜日:一歩先読む音楽ランキング(CDシングルランキング。TSUTAYA&amazon.co.jp情報提供)
2. 火曜日:週替わりランキング（ジャンルによって情報提供元のウェブサイトが変更）
3. 水曜日:一歩先読むDVDランキング（TSUTAYA&楽天情報提供）
4. 木曜日:映画ランキング（Yahoo! JAPAN情報提供）

但し月曜日以外は、内容が変わったりすることがあるなど、やや不安定でもある。途中からは殆どこのコーナーが割愛されており、実施されたとしても火曜日の週替わりランキングのみとなっていた。
- ちょっと聞いて!こだわりオビガール

オビガールの中から1人がフリップでプレゼン紹介。中田曰く「どの出演者よりも予算を掛けた」と言う人形「ビッグハット」 で腹話術を使う中田との掛け合いが見所。
但しこのコーナーは番組の最後に設定されている為、進行具合によっては時間が短くなったり、コーナー自体が割愛される事もある。それもあって10月16日以降は、原則月曜日と火曜日のみの放送になり、同年11月27日以降は殆ど行われていない。
なおこのコーナーで、オビガールGの月本えりがプレゼンした「ミラーボールをデザインしたネックレス」が、「SAMANTHA SILVA」ブランドにより商品化され、全国のSAMANTHA SILVAショップと TBS ishop で販売されている。
月曜日
- センス査定（10月9日 - 10月30日）

男性のファッションをオビガールGが1人1000円を満点とし金額査定、20人の合計を日本珠算連盟の有段者が計算。
- グラディベーター（11月6日・13日）
中田が先輩芸人とディベートをする。この日にはほかのコーナーはなし。

11月20日以降は週替わり企画となり、11月27日以降はオビガールGとアナウンサーが登場せず、オリエンタルラジオ2人のみが出演。以下はその一覧。
- 11月20日 - ケンドーコバヤシの進行で、放送当時吉本興業（大阪）所属の若手芸人の特集。
- 11月27日 - 『中田と藤森 強いのはどっちだ!!』と題してオリラジが様々な題目で対決を行う。
- 12月4日 - オリラジの2人が美容師に挑戦する。
- 12月11日 - 『人はカニ鍋の前で黙らずに番組を進行できるのか!?』と題し、オリラジの2人がカニ鍋を食べながらスタジオのパネルを基にトークを進行させる（←「ライオンのごきげんよう」を意識してるとか）。
- 12月18日 - 『ベビースター完全制覇』と題し、ベビースターラーメンの特集を行う。

火曜日
- モテ趣味王決定戦

2つの趣味のうち、どちらの趣味がモテるのかをオビガールGが判定する。11月29日までは水曜日に放送されていた。
水曜日
- ラブボーダー 愛の境界線

オビガールGへの100人に恋愛にまつわる質問を中田が80人以上が同意する質問だと思うものを選ぶ。結果が80人以上のオビガールGの賛同を得られていればOK。12月5日までは火曜日に放送されていた。
木曜日
- Q&A ファッションショー オビコレ

オビガールGの中から2〜3名が自慢のファッションで登場し、この日に登場するゲストに様々な質問をする。
- 番組開始当初は「ラブボーダー 愛の境界線」が2日連続であったり、違う曜日に放送するなど多少のふらつきがあった。

## 放送時間とネット局（2009年3月時点）
| 放送対象地域   | 放送局          | 放送日時                        | 備考                        |
| -------------- | --------------- | ------------------------------- | --------------------------- |
| 関東広域圏     | 東京放送（TBS） | 月曜 - 木曜 24時29分 - 24時59分 | 現・TBSテレビ、制作局       |
| 岡山県・香川県 | 山陽放送（RSK） | 月曜 - 木曜 24時29分 - 24時59分 | 現・RSK山陽放送、同時ネット |

※山陽放送は、再放送のドラマを集中放送する場合または、バレーボールプレミアリーグの岡山シーガルズ戦の試合中継など、ローカル特番が不定期に編成された場合は休止になる。

### 過去のネット局
| 放送対象地域 | 放送局                | 打ち切り日    | 備考                                                        |
| ------------ | --------------------- | ------------- | ----------------------------------------------------------- |
| 鹿児島県     | 南日本放送（MBC）     | 2007年3月29日 | 同時ネット                                                  |
| 広島県       | 中国放送（RCC）       | 2007年3月29日 | 同時ネット 水曜のみ「ぶらぴ」放送の為、30分遅れ             |
| 静岡県       | 静岡放送（SBS）       | 2007年9月27日 | 同時ネット                                                  |
| 近畿広域圏   | 毎日放送（MBS）       | 2007年9月27日 | 25時台～26時台にて同日時差ネット                            |
| 新潟県       | 新潟放送（BSN）       | 2008年1月31日 | 同時ネット                                                  |
| 山形県       | テレビユー山形（TUY） | 2008年3月20日 | 同時ネット                                                  |
| 大分県       | 大分放送（OBS）       | 2008年3月20日 | 同時ネット                                                  |
| 宮崎県       | 宮崎放送（MRT）       | 2008年3月20日 | 同時ネット                                                  |
| 福島県       | テレビユー福島（TUF） | 2008年3月20日 | 同時ネット 水曜のみ「MUSIC BARパロパロ」放送の為、1時間遅れ |
| 北海道       | 北海道放送（HBC）     | 2008年9月25日 | 同時ネット                                                  |
| 岩手県       | IBC岩手放送（IBC）    | 2008年9月25日 | 同時ネット                                                  |

## 2009年3月時点でのスタッフ
- ナレーター：坂口哲夫、渡辺美佐（2007年10月以降）、橋詰知久（2008年9月以降）
- 構成:酒井健作、松本真一、大井洋一、柳しゅうへい、鈴木功治、小泉泰成　堀江B面、長谷川大雲　
  - （木曜日）田中到、安部裕之
- TP（テクニカルプロデューサー）:中澤健
- TM（テクニカルマネージャー）・SW（スイッチャー）:平舘敏弘
- CAM:染谷勉
- VE:出口博久
- LD:加藤美和子
- AUD:朝日拓郎
- 編集:山崎敬史、麻田誠
- MA:小林研人
- 音響効果:太田光則、福永真弓（ZACK）
- 美術プロデューサー:村上仁之
- 美術デザイン:三須明子
- 美術制作:羽田一成
- 装置:谷平真二
- 操作:前野博幸
- 装飾:田中秀和
- 電飾:田谷尚教
- メカシステム:大谷圭一
- 衣裳:軽石真央
- 持道具:貞中照美
- スタイリスト:中山美和
- メイク:後藤満紀子
- TK:野村佳乃子
- デスク:玉川宏美
- グラフィックス:山口泰広、青木貴則、SOULDESIONS、FRAMEWORKS
- 宣伝:武方直己、小山陽介
- SNS:石田景康、長谷川浩司、楠雄司
- ブレーン:遠藤達也
- AP:鹿渡弘之、井田晴香
- AD:高橋寛之（G-yama）、伊達和輝（G-yama）
- ディレクター:水野達也（G-yama）、清宮嘉浩（制作5部） ／ ちのうあい（地濃愛。月曜日・火曜日）、藤本達也、石田夏樹
- 演出:前川善郎（G-yama・月曜日、火曜日）、柴田裕正（avex&EAST、水曜日）
- 総合演出:宮尾毅（制作センターバラエティ制作部）
- プロデューサー:海本泰（制作5部）/ 山地孝英（G-yama、月曜日、火曜日）、辻村たろう（NET WEB、木曜日）、座間隆司（avex&EAST、水曜日）
- チーフプロデューサー:合田隆信（制作センターバラエティ制作部）
- 協力:ProCam
- 制作協力:G-yama（月）・（火）、NET WEB（木）、avex&EAST（水、エイベックスとイーストの合弁会社）
- 制作:TBSテレビ
- 製作著作:TBS

### 過去のスタッフ
- チーフプロデューサー:戸髙正啓（制作センターバラエティ制作部【旧制作3部】）→吉田裕二（制作センターバラエティ制作部）
- プロデューサー：櫟本憲勝（制作センターバラエティ制作部）
- 総合演出:渡辺信也

## エンディングテーマ（主題歌）
- REVERSLOW「ハイヒール」（2006年10月2日 - 11月2日）
- ゲビル「だから今夜」（11月6日 - 12月1日）
- SPIRAL SPIDERS「間に合っていますんで」（12月4日 - 12月21日）
- Clownfish「夜明け前」（2007年1月8日 - 1月31日）
2007年1月15日から3月19日の月曜日は、先述の「オビミュージック」で優秀作品に選ばれた曲が、エンディングテーマとなる。
- Foxxi misQ「A-L-I-V-E」（2007年2月1日 - 2月28日）
- UME。「レッツゴーコン大作戦」(2007年2月19日 - 2007年5月)
- ミドリ「ドーピング☆ノイズノイズキッス」（2007年4月、月曜日担当のUME。と交代制）
- CLIFF EDGE「BIRTH 〜You're the only one Pt.2〜 feat. MAY'S」(2007年6月1日 - 2007年7月31日)
- 山田タマル「Love you ROSE」(2007年9月3日 - 9月27日)
- ウラニーノ「斉藤くんの場合」(2007年10月8日 - 10月31日)
- Kimeru「Junk beat」（2007年11月1日 - 11月28日）
- TM NETWORK「ACTION」（2007年12月3日 - 12月20日）
- Rose in many Colors「楽園」（2008年1月）
- TUT-1026「FALL IN LOVE WITH AT FIRST SIGHT」（2008年3月）
- マヤ・ヒラサワ「アンド・アイ・ファウンド・ディス・ボーイ」（2008年4月）
- AZURE「One Sided Love」（2008年5月）
- 二千花『あたらしい水』（2008年6月）
- TUFF SESSION「あなたが傍に」（2008年7月）
- YGA「小さなハッピーあげましょ」（2008年8月）
- 空中分解「MANIAC★☆」（2008年9月）
- 板尾創路「塩渡し爺」（2008年10月）
- YGA「BIN-KAN。VANILLA!」（2008年11月）
- sg WANNA BE+「虹色」 (2009年3月)